# 田村貴昭
田村 貴昭（たむら たかあき、1961年4月30日 - ）は、日本の政治家。日本共産党所属の衆議院議員（4期）。日本共産党中央委員。

## 略歴

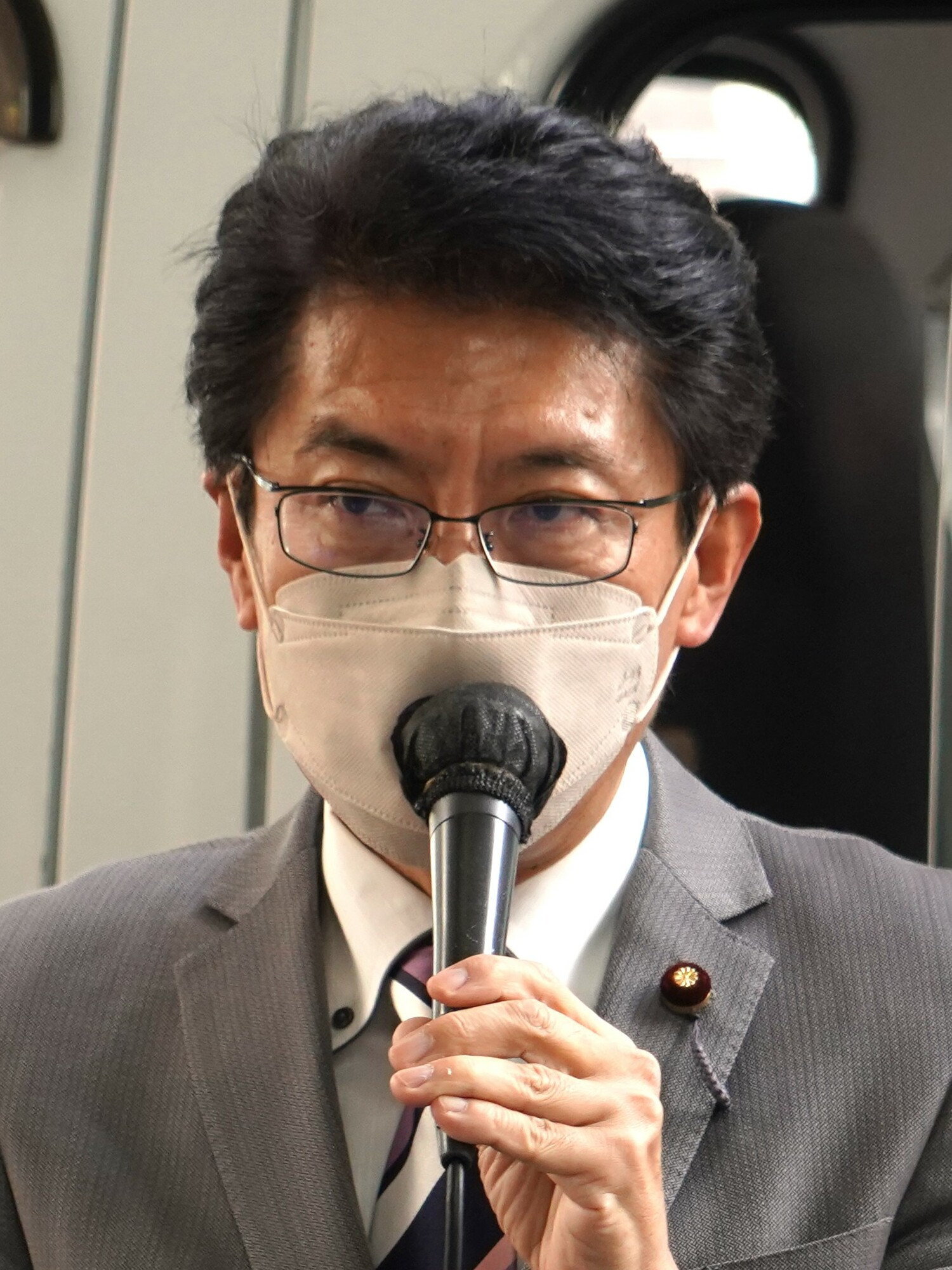
2022年11月、熊本市内にて

1961年4月30日大阪府枚方市に生まれる。北九州市立大学法学部卒業。
北九州市議会議員を2期務める。
2005年の第44回衆議院議員総選挙に福岡10区から出馬するも落選。
2009年の第45回衆議院議員総選挙に比例九州ブロックにて出馬するも落選。
2012年の第46回衆議院議員総選挙に比例九州ブロックにて出馬するも落選。
第17回福岡県知事選挙に無所属で立候補するも落選。
2014年の第47回衆議院議員総選挙に比例九州ブロックにて出馬し、初当選。
2017年の第48回衆議院議員総選挙に福岡10区から出馬するも落選、比例復活で2期目の当選を果たした。
2021年の第49回衆議院議員総選挙に比例九州ブロックに単独2位で出馬し、1位の赤嶺政賢が再び小選挙区で当選したため3選。
2024年の第50回衆議院議員総選挙に比例九州ブロックに単独2位で出馬し、1位の赤嶺政賢が再び小選挙区で当選したため4選。

## 主張
- 2014年の毎日新聞 候補者アンケートで次のように回答した。
  - 憲法9条の改正に反対。
  - 集団的自衛権の行使容認に反対。
  - アベノミクスを評価しない。
  - 原発は日本に必要ない。
  - 村山談話、河野談話を見直すべきでない。
  - ヘイトスピーチを法律で規制することに賛成[8]。
- 選択的夫婦別姓制度導入について、「結婚したら夫婦同姓か夫婦別姓を自由に選べるようにすべき」としている[9]。
- 食料自給率を5割に引き上げることを主張している[10]。

## エピソード・特技
- 特技のパソコンを生かし、誰でもすぐにわかる「電動紙芝居」で政治面での問題点を語る[11]。
- 焼酎アドバイザー・温泉入浴指導員の資格保持者。特に焼酎の味わい方には定評がある[12]。
- 料理が得意。TwitterやFacebookでたびたび自身の腕を披露している。
- 田村智子との血縁はない[10]。

## 選挙歴
| 当落 | 選挙                       | 執行日         | 年齢 | 選挙区           | 政党       | 得票数     | 得票率 | 定数 | 得票順位 /候補者数 | 政党内比例順位 /政党当選者数 |
| ---- | -------------------------- | -------------- | ---- | ---------------- | ---------- | ---------- | ------ | ---- | ------------------ | ---------------------------- |
| 当   | 1997年北九州市議会議員選挙 | 1997年         | 35   | 小倉北区選挙区   | 日本共産党 | ーー票     | ーー   |      | /                  | /                            |
| 当   | 2001年北九州市議会議員選挙 | 2001年1月28日  | 39   | 小倉北区選挙区   | 日本共産党 | 3934票     | ーー   | 13   | 10/18              | /                            |
| 落   | 第44回衆議院議員総選挙     | 2005年09月11日 | 44   | 福岡県第10区     | 日本共産党 | 2万1140票  | 8.29%  | 1    | 4/5                | 2/3                          |
| 落   | 第45回衆議院議員総選挙     | 2009年08月30日 | 48   | 比例九州ブロック | 日本共産党 | ーー票     | ーー   | 21   | /                  | 2/1                          |
| 落   | 2011年福岡県知事選挙       | 2011年4月10日  | 49   | ーー             | 無所属     | 47万4445票 | 29.6%  | 1    | 2/2                | /                            |
| 落   | 第46回衆議院議員総選挙     | 2012年12月16日 | 51   | 比例九州ブロック | 日本共産党 | ーー票     | ーー   | 21   | /                  | 2/1                          |
| 当   | 第47回衆議院議員総選挙     | 2014年12月14日 | 53   | 比例九州ブロック | 日本共産党 | ーー票     | ーー   | 21   | /                  | 1/2                          |
| 比当 | 第48回衆議院議員総選挙     | 2017年10月22日 | 56   | 福岡県第10区     | 日本共産党 | 3万792票   | 15.51% | 20   | 3/3                | 1/1                          |
| 当   | 第49回衆議院議員総選挙     | 2021年10月31日 | 60   | 比例九州ブロック | 日本共産党 | ーー票     | ーー   | 20   | /                  | 1/1                          |
| 当   | 第50回衆議院議員総選挙     | 2024年10月27日 | 63   | 比例九州ブロック | 日本共産党 | ーー票     | ーー   | 20   | /                  | 1/1                          |